# Аллінг
Аллінг (нім. Alling) — громада в Німеччині, розташована в землі Баварія. Підпорядковується адміністративному округу Верхня Баварія. Входить до складу району Фюрстенфельдбрук.
Площа — 21,04 км2. Населення становить 3873 ос. (станом на 31 грудня 2020).